# 丘福
丘福（1343年—1409年），清朝因為避孔丘的諱，而改為邱姓，明濠州（今安徽鳳陽）人，明永乐時將領。
丘福为行伍出身，初年在燕王府工作，被授予燕山中護衛千戶。后参与靖难之役，居功臣之首，授奉天靖难推诚宣力武臣、特进荣禄大夫、右柱国、中军都督府左都督，封淇国公。永乐七年（1409年），率部北伐蒙古，因轻敌导致全军覆没，被杀。朱棣震怒，褫夺其爵位，并流放其全家。1644年，弘光帝追赠其为舒城王。

## 生平

### 早年经历
丘福是行伍出身，初年在燕王府工作。因多年的辛勞，被授予燕山中護衛千戶。後爆發靖難之役，與朱能、張玉一同奪得北平（今北京）九門。在真定一役之中，曾突入子城。白溝河之戰，以精兵直搗李景隆軍的中堅。在夾河、滄州、靈璧等戰爭，擔任軍中的前鋒。平燕將軍盛庸率兵扼守淮河，並用數千艘戰艦遮蔽整個河岸。丘福與朱能領數百人，向西行二十里，自上流悄悄地偷渡淮河，突然逼近南軍。盛庸大驚而逃，戰艦悉數由燕軍所奪，燕軍得以渡過淮河。累積升遷至中軍都督同知。

### 永樂年間
丘福為人樸實戇厚，非常英勇，出謀劃策不及張玉，但敢戰敢衝與朱能一樣。每次打勝仗後，諸將都爭先恐後獻上俘獲的東西，唯丘福落後於他人。成祖每每嘆息：「丘將軍的功劳，我自己知道。」即位後，大封功臣，丘福排在首位。授奉天靖難推誠宣力武臣、特進榮祿大夫、右柱國、中軍都督府左都督，封淇國公，奉祿二千五百石，並給予世襲憑券。成祖每次下令商議諸功臣的封賞，丘福均排在首位。 
漢王朱高煦數次立有戰功，而成祖很愛這個兒子，丘福和漢王關係很好，數次勸成祖立他為太子。成祖猶豫不決，在解缙劝说下，最終立朱高熾為太子，並以丘福為太子太師。永樂六年，加歲祿一千石。奉命與蹇義、金忠等輔導皇長孫朱瞻基。

### 戰死塞外
永樂七年，本雅失裏殺使臣郭驥，成祖大怒，命丘福為征虜大將軍，擔任總兵官。武城侯王聰、同安侯火真為左、右副將，靖安侯王忠、安平侯李遠為左、右參將，率十萬騎兵出塞。成祖憂慮丘福會輕敵，叮囑他：“用兵要慎重。到开平以北，就不会看到敌人。应该时刻如同见敌人一样，是进是止机动灵活，不可以只唯一个原则。一次进攻不得胜利，那么就要等待再次发动进攻的机会。”此時大軍已出發，又派人傳達詔書，如果軍中有人說敵軍容易擊敗，切勿相信。
丘福出塞後，率領千餘人先至臚朐河南。擊潰了蒙古軍一些散兵，然後渡河。俘獲蒙古尚書一人，給他酒喝，並詢問本雅失裏的所在地。尚書答道：「听说大军到来，害怕得向北逃走，离这里有三十里。」丘福大喜，並說：「应该迅速出击生擒他们。」諸將請求等待各路軍隊齊集，探明虛實然後再進兵，丘福不聽。並以尚書為嚮導，步步進逼敵營。
交戰兩天，每次戰鬥，敵總是佯裝戰敗撤退，丘福執意乘勝而入。李遠勸諫說：“将军轻信敌军间谍，孤军深入四处转战。敌人故意示弱引诱我军深入，我军前进必然不利，后退却又担心被敌人追击，只有构建营寨确保自身安全。白天挥旗击鼓，派出奇兵向敌人挑战；晚上多多点火鸣炮，虚张声势，使敌方无法预料。等到我军全部赶到，合力进攻他们，必定胜利。否则，也可以保全军队而返回。当初皇上和将军怎么说的，您竟然忘了吗？”王聰亦持同樣意見，力言不可。但丘福不顧眾人反對，厲聲道：「違命者斬！」而後繼續領兵孤軍深入，騎兵等都哭泣。諸將不能阻止被逼隨行。及後被敵軍重重包圍。丘福及諸將等全軍覆沒，終年六十七。戰報傳至，成祖震怒。因认为手下已沒有統帥可用，決定親征。褫奪丘福世爵，流放其家至海南。朱棣还派人警告顺宁王马哈木：“丘福战败，本雅失里得到了丘福军队的旗帜、衣物和盔甲，会乔装进攻，要小心他。”

## 延伸阅读
[在维基数据编辑]
 《國朝獻徵錄·卷之六》，出自焦竑《國朝獻徵錄》
 《明史卷一百四十五》，出自《明史》